# Berthelinia ganapati
Berthelinia ganapati is een slakkensoort uit de familie van de Juliidae. De wetenschappelijke naam van de soort is voor het eerst geldig gepubliceerd in 1975 door Sarma.